# Edmond Debeaumarché
Edmond Debeaumarché (15. prosince 1906 Dijon – 28. března 1959 Suresnes) hrdina odboje za druhé světové války a jedna z vedoucích postav hnutí Résistance.
Jeho pohřeb se konal v Paříži na nádvoří Invalidovny.

## Pocty
Je po něm pojmenováno náměstí v Dijonu a ulice v Mantes-la-Ville.
Byl vyobrazen na poštovní známce hrdinů Résistance vydané 26. března 1960 s pamětním razítkem.